# Premi de la Crítica de narrativa catalana
El Premi de la Crítica de narrativa catalana és un guardó literari anual que, des de l'any 1978, concedeix cada any l'Associació Espanyola de Crítics Literaris a la millor obra de narrativa escrita en llengua catalana durant l'any anterior. Encara que es van lliurar per primera vegada el 1962, no es van tornar a concedir fins al 1976. El 1977 no es va concedir per un problema de dates, i a partir de 1978 ja es van lliurar de forma anual. Des de l'any 2002, l'Associació d'Escriptors en Llengua Catalana coordina el guardó.
El premi, que no té dotació econòmica, és concedit durant el mes d'abril de cada any, després de la deliberació d'un jurat integrat per 22 membres de l'Associació Espanyola de Crítics Literaris, que també concedeixen el Premi de la Crítica de poesia catalana.
L'Associació Espanyola de Crítics Literaris concedeix altres Premis de la Crítica, a obres escrites en les altres tres llengües oficials a Espanya: el castellà, el gallec i el basc.
L'autor més vegades guardonat amb el Premi de la Crítica de narrativa catalana ha estat Jaume Cabré, guardonat en quatre ocasions: 1984, 1991, 2004 i 2011. Joan Francesc Mira l'ha aconseguit tres vegades: 1996, 2003 i 2008. Baltasar Porcel ha estat guardonat en dues ocasions: 1976 i 2000.

## Guanyadors
- 1962, Llorenç Villalonga per «Bearn»
- 1977, Baltasar Porcel per «Cavalls cap a la fosca»
- 1978, no concedit
- 1979, Miquel Àngel Riera per «L'endemà de mai»
- 1980, Josep Pla per «Notes del capvesprol»
- 1981, Mercè Rodoreda per «Viatges i flors»
- 1982, Joan Perucho per «Les aventures del cavaller Kosmas»
- 1983, Valerià Pujol per «Interruptus»
- 1984, Pere Gimferrer per «Fortuny»
- 1985, Jaume Cabré per «Fra Junoy o l'agonia dels sons»
- 1986, Maria Àngels Anglada per «Sandàlies d'escuma»
- 1987, Robert Saladrigas per «Memorial de Claudi M. Broch»
- 1988, desert
- 1989, Jesús Moncada per «Camí de sirga»
- 1990, Miquel de Palol i Muntanyola per «El jardí dels set crepuscles»
- 1991, Miquel Àngel Riera per «Illa Flaubert»
- 1992, Jaume Cabré per «Senyoria»
- 1993, Maria Barbal per «Càmfora»
- 1994, Jordi Coca per «Louise, un conte sobre la felicitat»
- 1995, Maria Mercè Marçal per «La passió segons Renée Vivien»
- 1996, Biel Mesquida per «Excelsior o el temps escrit»
- 1997, Joan Francesc Mira per «Borja Papa»
- 1998, Joan Rendé per «El barber violador»
- 1999, Miquel Bauçà per «El Canvi»
- 2000, Valentí Puig per «Maniobres privades»
- 2001, Baltasar Porcel per «El cor del senglar»
- 2002, Julià de Jòdar per «El trànsit de les fades»
- 2003, Ferran Torrent per «Societat limitada»
- 2004, Joan Francesc Mira per «Purgatori»
- 2005, Jaume Cabré per «Les veus del Pamano»
- 2006, Núria Perpinyà per «Mistana»
- 2007, Eduard Márquez per «La decisió de Brandes»
- 2008, Manuel Baixauli per «L'home manuscrit»
- 2009, Joan Francesc Mira per «El professor d'història»
- 2010, Francesc Serés per «Contes russos»
- 2011, Jordi Puntí per «Maletes perdudes»
- 2012, Jaume Cabré per «Jo confesso»
- 2013, Jordi Coca per «En caure la tarda»
- 2014, Pep Coll per «Dos taüts negres i dos de blancs»
- 2015, Toni Sala Isern per «Els nois»[2]
- 2016, Martí Domínguez per «La sega»
- 2017, Sebastià Perelló Arrom per «Veus al ras»
- 2018, Maria Guasch per «Els fills de Llacuna Park»
- 2019, Sergi Pàmies per «L'art de portar gavardina»
- 2020, Jordi Lara per «Sis nits d'agost»
- 2021, Albert Pijuan per «Tsunami»
- 2022, Borja Bagunyà per «Els angles morts»
- 2023, Raquel Ricart per «El dit de déu»
- 2024, Pasqual Farràs per «La necessitat»
- 2025, Joan Vigó per «Les platges del clatell»